# Gelasma bifasciata
Gelasma bifasciata là một loài bướm đêm trong họ Geometridae.